# Rytigynia
Rytigynia es un género con 70 especies de plantas con flores perteneciente a la familia Rubiaceae.

## Distribución
Rytigynia se encuentra en el África tropical. R. senegalensis y R. umbellulata son las dos especies más extendidas y se encuentran desde Senegal a Sudán a Botsuana. R. celastroides tiene la distribución más al sur y se produce hasta el sur de KwaZulu-Natal. Sin embargo, la mayoría de las especies están más restringidas en el área de distribución y que a menudo se encuentran en el oeste o el este de África. La mitad de las especies es aún endémica de un país. Un tercio de todas las especies de rytigynia  se encuentra en Tanzania, y muchas de ellas son endémicas.

## Bacteriana simbiosis
Bacterias endófitas se encuentran en el espacio intercelular de la hoja en el tejido mesófilo. La presencia de estas bacterias sólo puede determinarse microscópicamente. Las bacterias se identifican como Burkholderia, que es un género que también se encuentra en las hojas de otras especies de Rubiaceae. Su función sigue siendo enigmática.

## Taxonomía
El género fue descrito por Carl Ludwig Blume y publicado en Museum Botanicum 1: 178. 1850.
Etimología
Rytigynia: nombre genérico  

## Especies aceptadas
A continuación se brinda un listado de las especies del género Rytigynia aceptadas hasta mayo de 2015, ordenadas alfabéticamente. Para cada una se indica el nombre binomial seguido del autor, abreviado según las convenciones y usos.	

## Especies
- Rytigynia acuminatissima (K.Schum.) Robyns
- Rytigynia adenodonta (K.Schum.) Robyns
- Rytigynia argentea (Wernham) Robyns
- Rytigynia bagshawei (S.Moore) Robyns
- Rytigynia beniensis (De Wild.) Robyns
- Rytigynia binata (K.Schum.) Robyns
- Rytigynia bomiliensis (De Wild.) Robyns
- Rytigynia bridsoniae Verdc.
- Rytigynia bugoyensis (K.Krause) Verdc.
- Rytigynia canthioides (Benth.) Robyns
- Rytigynia caudatissima Verdc.
- Rytigynia celastroides (Baill.) Verdc.
- Rytigynia claessensii (De Wild.) Robyns
- Rytigynia claviflora Robyns
- Rytigynia congesta (K.Krause) Robyns
- Rytigynia constricta Robyns
- Rytigynia dasyothamnus (K.Schum.) Robyns
- Rytigynia decussata (K.Schum.) Robyns
- Rytigynia demeusei (De Wild.) Robyns
- Rytigynia dewevrei (De Wild. & T.Durand) Robyns
- Rytigynia dichasialis Lantz & Gereau
- Rytigynia dubiosa (De Wild.) Robyns
- Rytigynia eickii (K.Schum. & K.Krause) Bullock
- Rytigynia erythroxyloides (Baill.) A.P.Davis & Govaerst
- Rytigynia ferruginea Robyns
- Rytigynia flavida Robyns
- Rytigynia glabrifolia (De Wild.) Robyns
- Rytigynia gossweileri Robyns
- Rytigynia gracilipetiolata (De Wild.) Robyns
- Rytigynia griseovelutina Verdc.
- Rytigynia hirsutiflora Verdc.
- Rytigynia humbertii Cavaco
- Rytigynia ignobilis Verdc.
- Rytigynia kigeziensis Verdc.
- Rytigynia krauseana Robyns
- Rytigynia laurentii (De Wild.) Robyns
- Rytigynia lecomtei Robyns
- Rytigynia leonensis (K.Schum.) Robyns
- Rytigynia lewisii Tennant
- Rytigynia liberica Robyns
- Rytigynia lichenoxenos (K.Schum.) Robyns
- Rytigynia longicaudata Verdc.
- Rytigynia longipedicellata Verdc.
- Rytigynia longituba Verdc.
- Rytigynia macrostipulata Robyns
- Rytigynia macrura Verdc.
- Rytigynia madagascariensis Homolle ex Cavaco
- Rytigynia mayumbensis Robyns
- Rytigynia membranacea (Hiern) Robyns
- Rytigynia monantha (K.Schum.) Robyns
- Rytigynia mrimaensis Verdc.
- Rytigynia mutabilis Robyns
- Rytigynia neglecta (Hiern) Robyns
- Rytigynia nigerica (S.Moore) Robyns
- Rytigynia nodulosa (K.Schum.) Robyns
- Rytigynia obscura Robyns
- Rytigynia orbicularis (K.Schum.) Robyns
- Rytigynia parvifolia Verdc.
- Rytigynia pauciflora (Schweinf. ex Hiern) R.D.Good
- Rytigynia pawekiae Verdc.
- Rytigynia pergracilis Verdc.
- Rytigynia pseudolongicaudata Verdc.
- Rytigynia pubescens Verdc.
- Rytigynia rhamnoides Robyns
- Rytigynia rubiginosa (K.Schum.) Robyns
- Rytigynia rubra Robyns
- Rytigynia ruwenzoriensis (De Wild.) Robyns
- Rytigynia saliensis Verdc.
- Rytigynia sambavensis Cavaco
- Rytigynia senegalensis Blume
- Rytigynia setosa Robyns
- Rytigynia seyrigii Cavaco
- Rytigynia squamata (De Wild.) Robyns
- Rytigynia stolzii Robyns
- Rytigynia subbiflora (Mildbr.) Robyns
- Rytigynia syringifolia (Baker) A.P.Davis & Govaerts
- Rytigynia torrei Verdc.
- Rytigynia uhligii (K.Schum. & K.Krause) Verdc.
- Rytigynia umbellulata (Hiern) Robyns
- Rytigynia verruculosa (K.Krause) Robyns
- Rytigynia xanthotricha (K.Schum.) Verdc.